# Cischweinfia pusilla
Cischweinfia pusilla es una especie de orquídea con hábitos de epifita, originaria de  Centroamérica.

## Descripción
Es una orquídea de pequeño tamaño con hábitos de epifita y con  pseudobulbos lineales o elipsoides, fuertemente comprimidos lateralmente, y parcialmente envueltos basalmente por varias vainas imbricadas, conduplicadas y con una sola hoja apical, en forma lineal a cinta-, ligeramente coriácea, oblicua, estrechándose abajo en la base peciolada y conduplicada. Florece en la primavera en una inflorescencia axilar, corta  de 5 cm, con 3 a 5flores que surge de un pseudobulbo recién madurado a través de las axilas de la vaina basal.

## Distribución y hábitat
Se encuentra en Panamá y Costa Rica en los bosques montanos húmedos que se encuentra en elevaciones de 600 a 1000 metros.

## Taxonomía
Cischweinfia pusilla fue descrita por (C.Schweinf.) Dressler & N.H.Williams y publicado en American Orchid Society Bulletin 39(11): 992–993, f. 2A–H. 1970.
Etimología
Cischweinfia: nombre genérico otorgado en honor del botánico estadounidense Charles Schweinfurth.
pusilla: epíteto latíno que significa "muy pequeña, minúscula".
Sinonimia
- Aspasia pusilla C.Schweinf.
- Cischweinfia pusilla var. pusilla
- Cischweinfia sheehaniae Christenson
- Trichopilia pusilla (C.Schweinf.) Garay[1][4][5]